# Jan Krob
Jan Krob est un footballeur tchèque né le 27 avril 1987 à Beroun qui joue au poste de défenseur au FK Teplice.

## Carrière
- 2007-2008 : Sparta Prague  République tchèque
- 2007-2008 : SK Kladno  République tchèque

| Saison      | Club          | Pays               | Championnat | Championnat | Championnat | Championnat  | Championnat  | Coupe d'Europe | Coupe d'Europe | Coupe d'Europe |
| Saison      | Club          | Pays               | Division    | Matchs      | Buts        | Cartons      | Cartons      | Type           | Matchs         | Buts           |
| ----------- | ------------- | ------------------ | ----------- | ----------- | ----------- | ------------ | ------------ | -------------- | -------------- | -------------- |
| Saison      | Club          | Pays               | Division    | Matchs      | Buts        | Carton jaune | Carton rouge | Type           | Matchs         | Buts           |
| 2007 - 2008 | Sparta Prague | République tchèque | 1           | 0           | 0           | 0            | 0            | C3             | 0              | 0              |
| 2007 - 2008 | SK Kladno     | République tchèque | 1           | 1           | 0           | 0            | 0            | -              | -              | -              |